# Iz U
Iz U è un brano musicale del rapper statunitense Nelly, pubblicato come primo ed unico singolo estratto dall'album Da Derrty Versions: The Reinvention il 9 dicembre 2003.

## Tracce
US Single Universal UNIR 21118-2
1. Iz U [Radio Edit] 4:21
2. Iz U [Clean Album Version] 5:39
3. Iz U [Album Version] 5:39
4. Iz U [Instrumental] 5:27

Europe Promo Universal NELVP1
1. Iz U [Radio Edit] 4:21
2. Iz U [Clean Album Version] 5:39
3. Iz U [Album Version] 5:39
4. Iz U [Instrumental] 5:27

## Classifiche
| Classifica (2003)    | Posizione più alta |
| -------------------- | ------------------ |
| U.S. Rhythmic Top 40 | 21                 |